# Retirada (Rückzug)

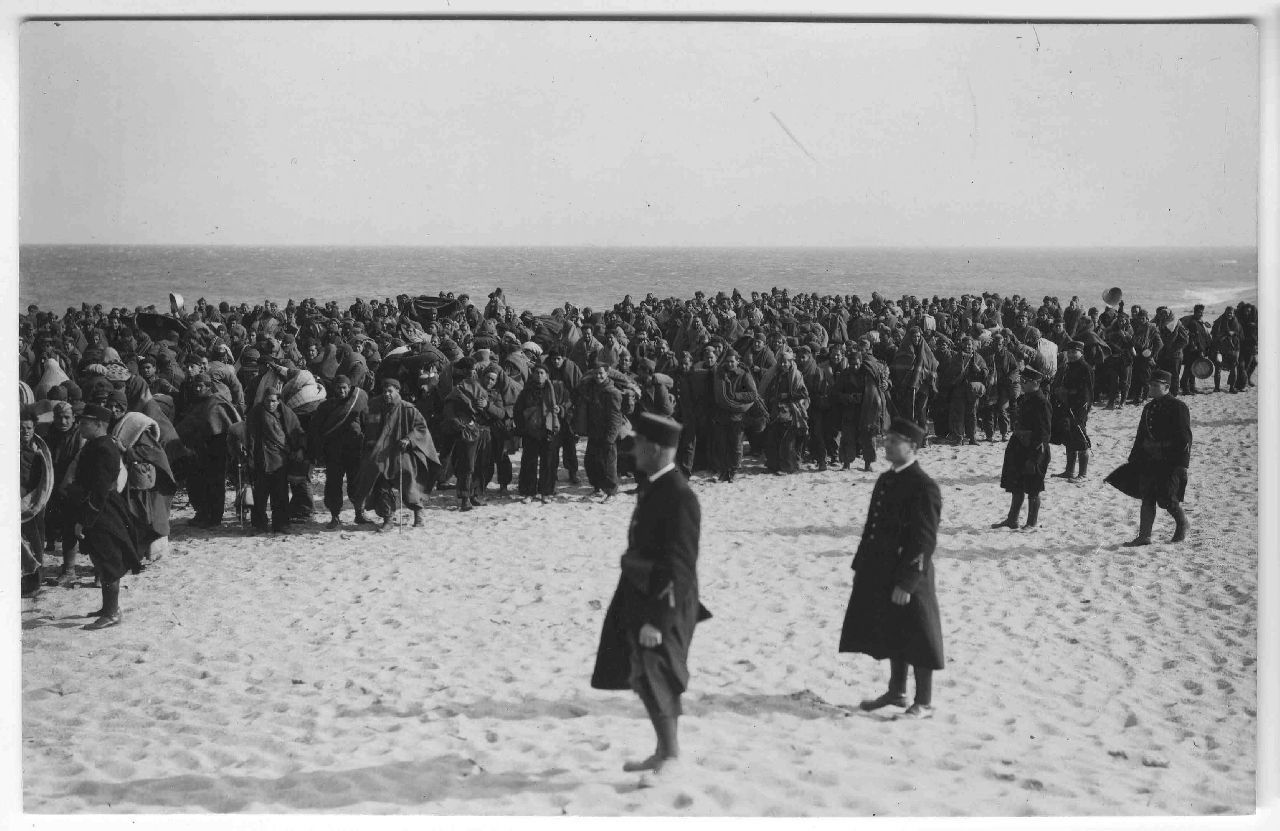
März 1939: Ankunft von Republikanern im Internierungslager Argelès-sur-Mer

La Retirada (der Rückzug) bezeichnet den Exodus spanischer Republikaner und Angehöriger der Internationalen Brigaden am Ende des Spanischen Bürgerkriegs.

## Geschichte
Nach dem sich abzeichnenden Sieg der Franco-Truppen im Spanischen Bürgerkrieg setzte Ende 1938 die Flucht republikanisch gesinnter Spanier über die Pyrenäen in den Süden Frankreichs ein. Diese Fluchtbewegung, die Retirada, erreichte ihren Höhepunkt in den ersten Monaten des Jahres 1939, nachdem die französische Regierung die französisch-spanische Grenze am 28. Januar für Zivilisten und am 5. Februar für Angehörige der republikanischen Streitkräfte geöffnet hatte. 
Die französische Regierung hatte für diesen Massenansturm an Flüchtenden – die Rede ist von etwa einer halben Million Menschen – offenbar keine Vorkehrungen getroffen und war mit deren Unterbringung überfordert. So entstanden in Argelès-sur-Mer, Saint-Cyprien und Le Barcarès improvisierte Lager, sogenannte Centres d'accueil oder auch Centres de recueil (Aufnahmezentren oder Sammelstellen), die anfangs aus nicht mehr bestanden, als aus einem mit Stacheldraht umzäunten Gelände.
Aus den sogenannten Strandlagern der ersten Stunde führten die Wege vieler spanischer Flüchtlinge in die Lager wie Camp de Gurs oder Le Vernet oder gar in die der Légion étrangère unterstehenden Sahara-Lager in Nordafrika. Nach dem Sieg der deutschen Wehrmacht im Westfeldzug wurden über 7000 Spanier ab Juli 1940 in deutsche Konzentrationslager deportiert.
Etwa 200.000 spanische Männer bildeten in sogenannten Arbeitskompanien den Kern des französischen Zwangsarbeitssystems unter dem Vichy-Regime und wurden zu öffentlichen und privaten Arbeiten verpflichtet, zum Beispiel in der Forst- und Landwirtschaft, im Bergbau und auch in der Industrie. Über Frankreich verteilt gab es neben diesen Arbeitslagern auch Lager für die nicht mehr arbeitsfähigen spanischen Männer und die Frauen und Kinder.